# 271 Dywizja Piechoty (III Rzesza)
271 Dywizja Piechoty (niem. 271. Infanterie-Division; 271. ID) – związek taktyczny Wehrmachtu w czasie II wojny światowej. Utworzona w maju 1940 roku jako planowane uzupełnienie wojsk walczących we Francji, nie ukończyła szkolenia przed podpisaniem kapitulacji i została rozformowana. Ponownie utworzono ją w 1943 roku i włączono do niej m.in. pozostałości zdziesiątkowanej na froncie wschodnim 137 Dywizji Piechoty oraz dwa bataliony tzw. Osttruppen. Pomimo słabego uzbrojenia i wyszkolenia, po lądowaniu Aliantów w Normandii skierowano ją na północ Francji, gdzie toczyła ciężkie walki i poniosła ogromne straty w bitwie pod Falaise. Jej resztki wycofano do Holandii, gdzie przemianowano ją na 271 Dywizję Grenadierów Ludowych, a następnie wysłano na front wschodni, gdzie walczyła m.in. na Węgrzech i na Morawach.

## Historia
Pierwotnie dywizję sformowano 22 maja 1940 roku w ramach tzw. 10. fali mobilizacji w północnej Austrii, w obrębie XVII okręgu wojskowego. W jej skład weszły 562, 563 i 564 pułki piechoty, a także 271 batalion artylerii oraz organiczne kompanie przeciwpancerna, sygnałowa i inżynieryjna. Do dywizji powołano rezerwistów starszych wiekiem, jednostka miała służyć jako wsparcie jednostek frontowych na wypadek przedłużenia się kampanii francuskiej. Gdy ta zakończyła się zwycięstwem Niemiec, jednostkę na powrót rozformowano 22 lipca tego roku, nim zdążyła ukończyć szkolenie.
Jednostkę ponownie reaktywowano w zachodnich Niemczech (Wehrkreis XIII) w końcu 1943 roku w składzie trzech pułków grenadierów (977, 978 i 979), 271 pułku artylerii oraz organicznych batalionów fizylierów, saperów, niszczycieli czołgów, łączności i zaopatrzenia. Podczas szkolenia w północnej Bawarii w jej skład weszły m.in. resztki zdziesiątkowanej na froncie wschodnim 137. Dywizji Piechoty, cztery bataliony szkolne oraz dwa bataliony tzw. Osttruppen. W grudniu 1943 roku dowództwo nad nią objął gen. Paul Danhauser.
Mimo słabego wyszkolenia i niedostatecznego wyposażenia w środki walki, na początku 1944 roku dywizję wysłano do okupowanej Holandii, a w czerwcu 1944 roku na południe Francji, gdzie objęła sektor obrony wybrzeża Morza Śródziemnego. Po lądowaniu w Normandii, na wniosek generałów Erwina Rommla i Gerda von Rundstedta, 17 lipca dywizja została wysłana na front, gdzie weszła w skład 5. Armii Pancernej i zastąpiła wyczerpaną 10 Dywizję Pancerną SS „Frundsberg”. W toku walk w ramach alianckiej Operacji Totalize 271 Dywizja została zamknięta w kotle pod Falaise i poniosła ciężkie straty sięgające 2 tysięcy zabitych i rannych.
Resztki dywizji wycofano z frontu do Holandii, gdzie jesienią uzupełniono ją niewyszkolonymi rezerwistami. 17 września 1944 roku dywizję połączono ze sformowaną w sierpniu na Słowacji 576 Dywizją Grenadierów Ludowych, przemianowano na 271 Dywizję Grenadierów Ludowych i w lutym 1945 roku wysłano na front węgierski, a ostatecznie do okupowanej Czechosłowacji. Dowodzona przez generała majora Martina Biebera jednostka ostatecznie dostała się do niewoli radzieckiej na Morawach.